# Aquilus
Aquilus (с лат. — «Тёмный») — проект австралийского музыканта Горация «Waldorf» Розенквиста в стиле атмосферного блэк-метала с элементами симфонического метала и фолк-музыки, основанный в 2000 году. Дебютный альбом проекта, Griseus, несмотря на отсутствие ажиотажа на момент выхода, спустя годы снискал большое признание музыкальных критиков и фанатов метал-музыки, признаваясь одним из лучших альбомов десятилетия.

## История
Гораций Розенквист начал сочинять музыку для Aquilus с 2000 года, однако этот ранний материал будет выпущен только семь лет спустя, на дебютном мини-альбоме Arbor. После его выпуска Розенквист начал работу над полноформатным альбомом. Музыкант создавал и записывал партии всех инструментов самостоятельно, без привлечения сторонних музыкантов, и вплоть до 2014 года Aquilus являлся исключительно студийным проектом, не выступая вживую.
Дебютный полноформатный альбом Griseus был самостоятельно выпущен Розенквистом 21 декабря 2011 года. Несмотря на то, что альбом не привлёк большое внимание сразу после своего выхода, он получил восторженные отзывы музыкальных критиков. Журнал Alternative Press поместил этот альбом в свой список «8 неизвестных альбомов, заслуживающих большей любви», а рецензент Metal Injection Лорин Мерсер назвала альбом одним из самых недооценённых шедевров XXI века. Критики высоко оценили сочетание блэк-металлических бластбитов и скриминга с минималистическими фортепианными фрагментами, симфоническими аранжировками и фолк-мотивами. Альбом был также крайне высоко оценён фанатами жанра — на сайте Metal Storm альбом занимает первое место в рейтинге лучших альбомов 2011 года, второе место в списке лучших альбомов десятилетия и 72 место среди метал-альбомов за все времена.
В 2013 году лейблом Blood Music были переизданы два первых релиза Arbor и Griseus на CD и виниле соответственно. Ремастер-переиздание Arbor включало в себя неизданную ранее песню «Moonwheel». В апреле 2017 года Розенквист сообщил, что у него готово два альбома, первый из которых он выпустит в конце того же года, а второй в 2018, в октябре 2017 года был выпущен короткий тизер с новым материалом проекта. Однако ни в 2017, ни в 2018 году не было выпущено ни одного альбома, и только в октябре 2021, почти спустя 10 лет после выхода Griseus, был официально анонсирован второй альбом Bellum I, на создание которого ушло восемь лет. Bellum I, согласно официальному заявлению, является первой половиной из накопленного за эти годы материала — вторая половина выйдет следующим релизом. В записи альбома, помимо Розенквиста, также принимали участие сессионные музыканты.
5 октября 2021 года был выпущен первый сингл с предстоящего альбома — «Into Wooded Hollows», клип на который был снят в Венгрии компанией No Total Films. 2 ноября был выпущен второй и последний сингл — «Lucille’s Gate». Bellum I вышел 3 декабря 2021 года и получил положительный отклик у музыкальных критиков.

## Состав
- Гораций «Waldorf» Розенквист (Horace Rosenqvist) — вокал, гитары, бас-гитара, ударные, клавишные (2004-настоящее время)

Концертные музыканты
- Зебоди Скотт — ударные (2004-настоящее время)
- Кэри Найт — бас-гитара (2014-настоящее время)
- Крис Хоскен — гитары (2014-настоящее время)
- Сэри Фэ — клавишные (2014-настоящее время)

## Дискография
Полноформатные альбомы
- Griseus (2011)
- Bellum I (2021)

Мини-альбомы
- Arbor (2007)

Демо
- Engraved Souls (2005)
- Cloak of Autumn Shroud (2006)